# طرطرات البوتاسيوم
طرطرات البوتاسيوم أو أرجول له الصيغة K2C4H4O6. إنه ملح البوتاسيوم لحمض الطرطريك. يُخلط في بعض الأحيان بينه وبين بيطرطرات البوتاسيوم المعروف أيضًا بكريم الطرطر. مثبطًا للأكل، يشترك برقم E336 مع بيطرطرات البوتاسيوم.

## التحضير
ينتج طرطرات البوتاسيوم بتفاعل حمض الطرطريك مع ملح روشيل. ثم يتبعه الترشيح والتنقية والترسيب والتجفيف.

## مركبات أخرى
تنتج مركب التتار القومي عند تسخين بوتاسيوم ترترات مع أكسيد الأنتيمون. يسبب مركب التتار القومي غثيانًا شديدًا، وضعفًا عامًا وقيء عن طريق تهيج غشاء المعدة الهضمي.